# 무유언
무유언(intestacy)이란 영미법상 개념으로 사망자가 유언을 통해 재산을 처분을 완전히 하지 않은 상태를 말한다. 유언을 작성하였더라도 재산 중에 어느 부분이 유언서에 포함되지 않으면 그것은 그 재산에 대해서는 유언이 없는 것으로 간주되고 유언 검인 법원이 관리하게 된다.

## 순서
1. 자녀
2. 부모
3. 형제
4. 조부모
5. 부모의 형제
6. 먼저 사망한 배우자의 자녀
7. 친척
8. 먼저 사망한 배우자의 부모
9. 먼저 사망한 배우자의 형제
10. 국가귀속

## 120시간 규정
상속인은 120시간 이상 피상속인 보다 더 생존해야 있어야 무유언 상태로 상속을 받을 수 있다. 단 이 규정을 적용하면 유산이 국가귀속으로 되는 경우 이 규정을 적용하지 않는다.

## 같이 보기
- 법정상속분